# Bernhard Wabnitz
Bernhard Wabnitz (* 14. März 1952 in Elgersburg) ist ein deutscher Journalist.

## Leben
Nach dem Abitur am Friedrich-Wilhelm-Gymnasium (Trier) studierte Wabnitz in Berlin, Rom und München Germanistik, Romanistik, Politische Wissenschaften und Philosophie. Dem Studium folgte ein zweijähriges Volontariat bei der Katholischen Nachrichten-Agentur (KNA) in Bonn. 1984 wurde er Redakteur und Leitender Redakteur beim Bayerischen Rundfunk. 1993 wechselte er zum ZDF und übernahm die Leitung des Landesstudios Bayern. 1995 wurde er Zweiter Chefredakteur bei ARD-aktuell. Von 1999 bis 2005 war er Erster Chefredakteur. Zum 1. Januar 2006 wechselte er als Studioleiter und Fernsehkorrespondent in das ARD-Studio Rom.
Nach einem Zeitungsbericht vom 4. November 2008 hatte ihn die Birthler-Behörde (BStU) als Inoffiziellen Mitarbeiter (IM) der Staatssicherheit der DDR (MfS) eingestuft. Die Auslandsspionageabteilung des DDR-Geheimdienstes führte Wabnitz unter dem Decknamen „Junior“, er soll demnach auf „ideologischer Basis“ im „Operationsgebiet“, also der Bundesrepublik, geworben worden sein (Reg.Nr.: XV/992/82). Laut SIRA, dem elektronischen Posteingangssystem der Stasi, berichtete „Junior“ beispielsweise über die Katholische Kirche, die Katholische Nachrichten-Agentur (KNA) und die CSU. Behördenchefin Marianne Birthler sagte anlässlich des Aktenfundes: „Aus der Tatsache, dass wir diese Unterlage herausgegeben haben, können Sie entnehmen, dass wir uns unserer Sache sicher sind.“
Wabnitz bestritt die Beschuldigungen und beantragte entsprechende einstweilige Verfügungen. Der Rechtsstreit ist beendet. Zuletzt hat der BGH (VI ZR 333/11) am 14. Mai 2013 eine Nichtzulassungsbeschwerde der Axel Springer AG zurückgewiesen und damit das Verbot der unzulässigen Verdachtsberichterstattung durch das Hanseatische Oberlandesgericht (7 U 34/11) vom 8. November 2011 bestätigt.
In einem Gutachten für den Bayerischen Rundfunk (BR) äußerte sich Jochen Staadt, Projektleiter des Forschungsverbundes SED-Staat an der FU Berlin, wie folgt zu dem Fall: „… die in der Stasiunterlagenbehörde aufgefundenen Akten belegten nicht, dass Wabnitz wissentlich und willentlich mit dem Staatssicherheitsdienst zusammengearbeitet habe.“ Das Gutachten hält der BR allerdings unter Verschluss, Gutachter Staadt hatte es bereits vor Abschluss der Archivrecherchen vorgelegt, wie ein Sprecher der Birthler-Behörde erklärte: „Eine abschließende Beurteilung des Falls Wabnitz halten wir in jedem Fall für verfrüht. Derzeit laufen noch umfangreiche Recherchen in unserer Berliner Zentrale und in Außenstellen.“
Von 2009 bis 2014 war Wabnitz Moderator des Weltspiegel im Ersten. Seine Nachfolgerin ist Natalie Amiri.